# Taebaek-Gebirge
Das Taebaek-Gebirge (kor. 태백 산맥, Hanja 太白山脈, rev. Taebaek Sanmaek) ist der Hauptgebirgszug der Koreanischen Halbinsel.
Er erstreckt sich über etwa 500 km in Nord-Süd-Richtung parallel zur östlichen Küste. Von Westen her steigt er von einer bis 100 Kilometer breiten Küstenebene allmählich an, im Osten fällt er steil zur Küste des Japanischen Meeres ab. Die durchschnittliche Höhe beträgt dabei etwa 1000 m.
Die höchsten Berge sind der Seoraksan (1708 m), der Kŭmgangsan (1638 m) und der Odaesan (1563 m). Sowohl der Nakdonggang als auch der Hangang entspringen den Ausläufern des Gebirges.

## Taebaeksan-Nationalpark
Über einen Teil der Berge erstreckt sich der im Jahr 2016 gegründete Taebaeksan-Nationalpark (태백산 국립공원), dessen höchste Erhebungen mit 1567 m Höhe der Gipfel des Taebaeksan (태백산) und der Janggunbong (장군봉) sind.

## Bildergalerie

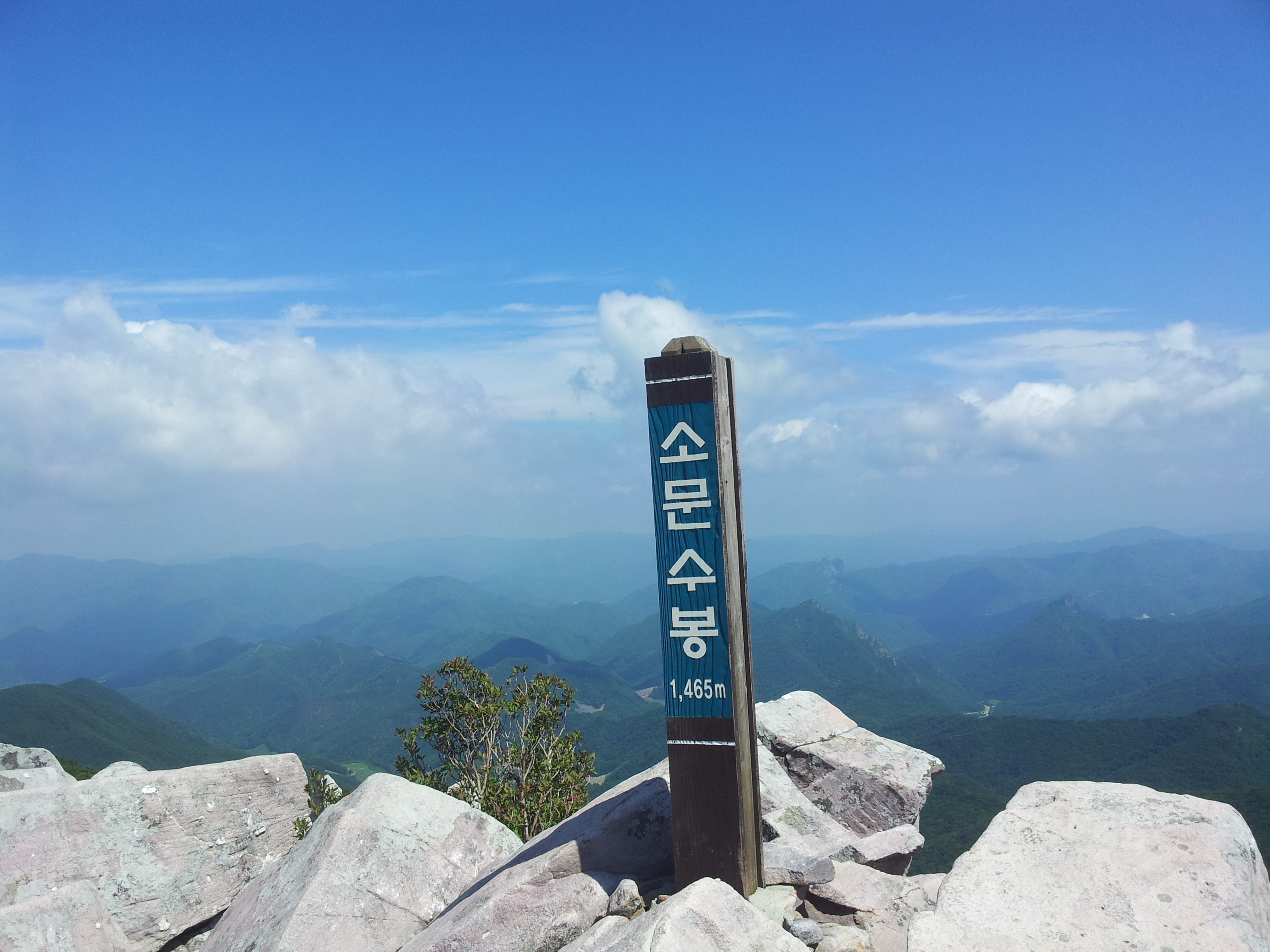
Somunsubong Peak (2015)
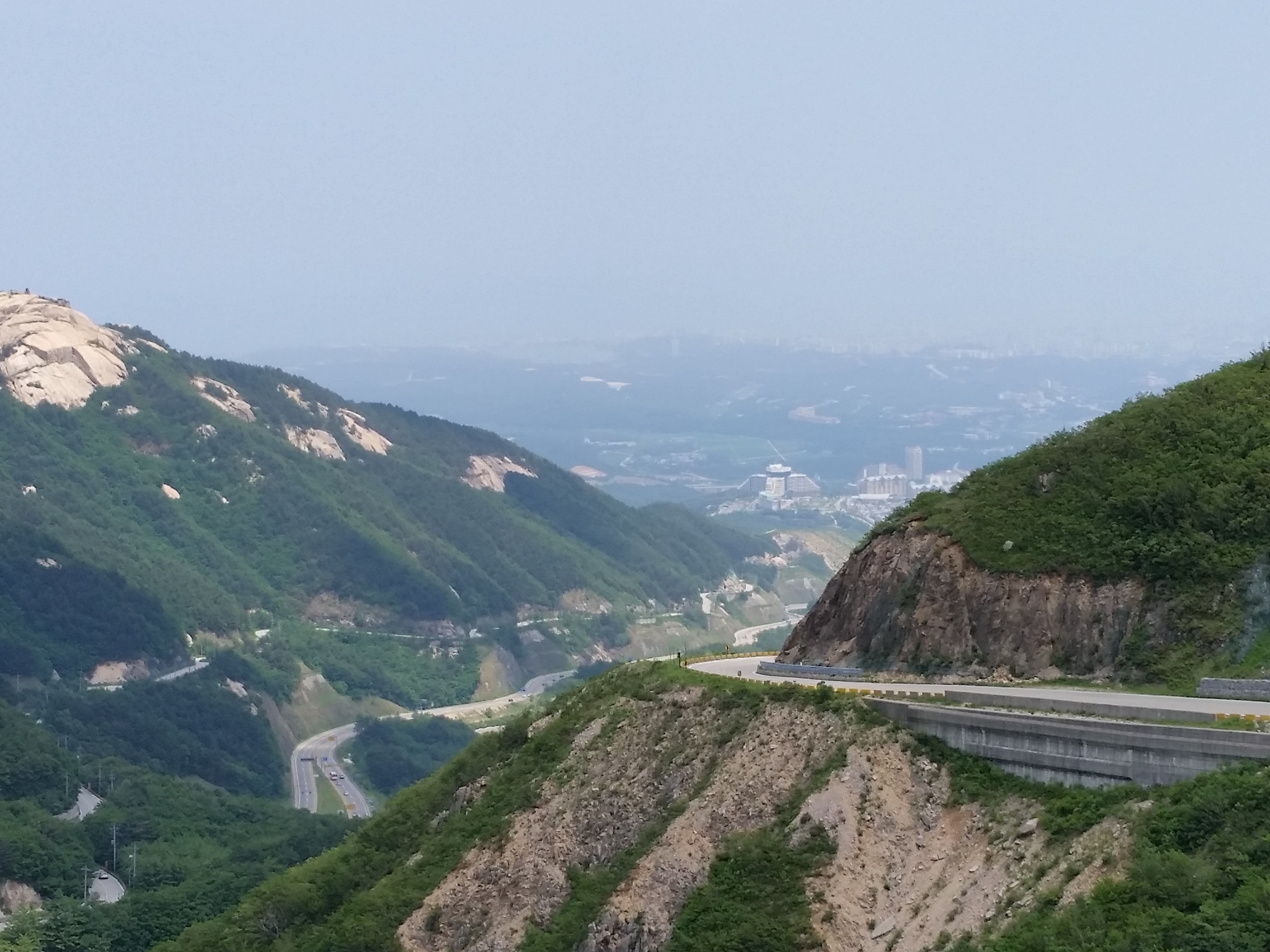
Misiryeong (2015)
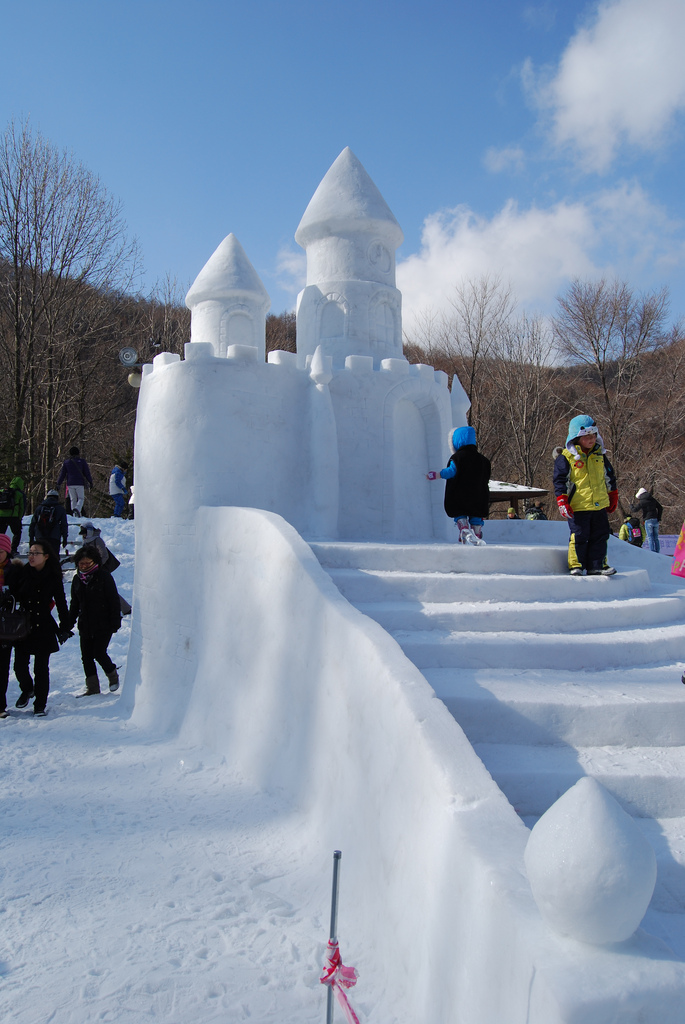
Taebaek-Winter-Festival (2010)
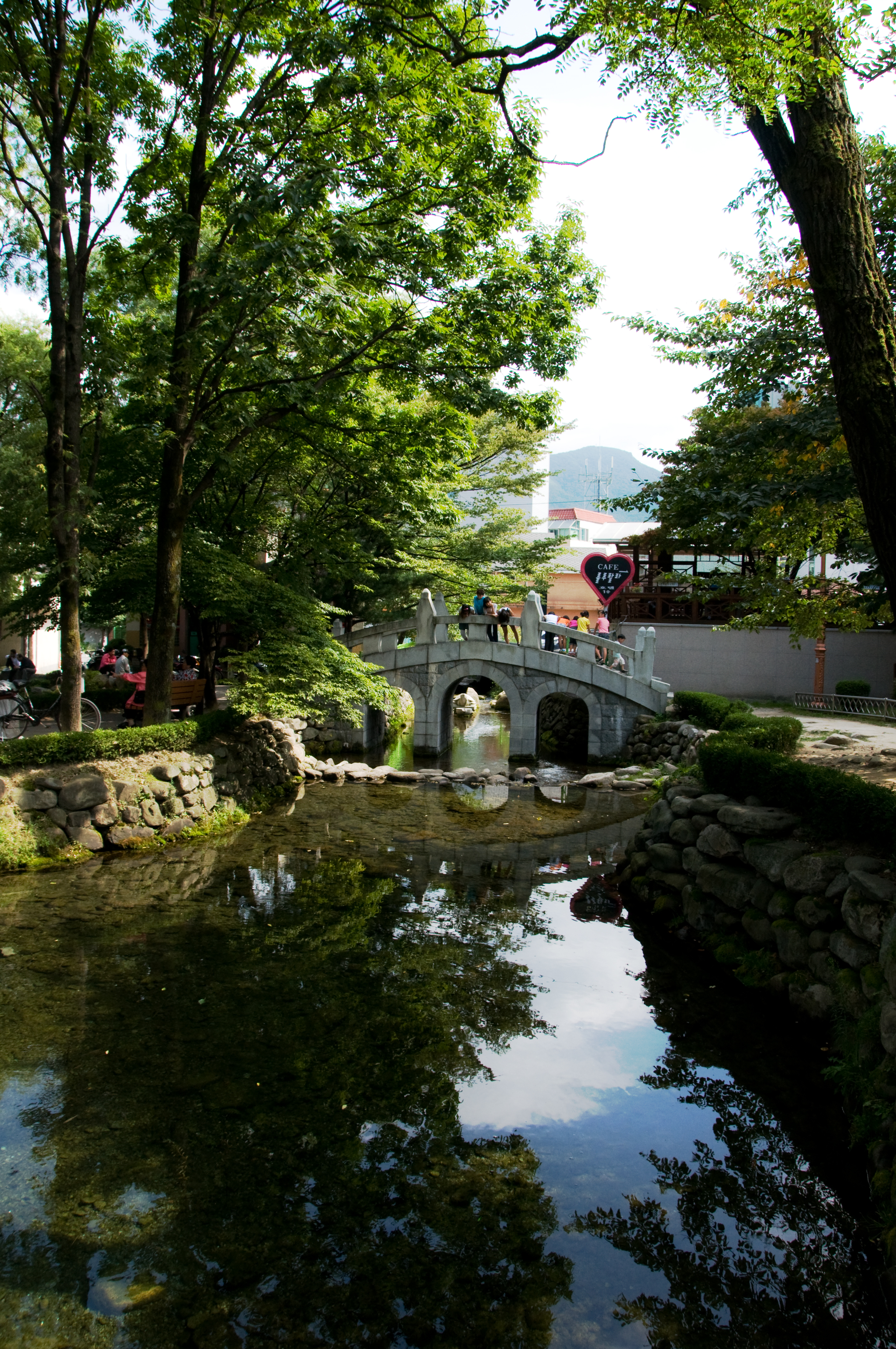
Brücke über den Hwangji (2009)